# Perfecto Feijoo
Perfecto Feijoo Poncet (1858-1935) fue un entusiasta impulsor de la revalorización de la cultura tradicional gallega.

## Su origen familiar
Perfecto Feijóo Poncet nació en Pontevedra, Galicia, España, en una casa de la calle Real en la esquina con la calle Isabel II, el 25 de agosto de 1858.
Fue hijo de José Feijóo y Silva, quien descendía de la familia noble de su apellido, señores de la casa del Codesal, en Celanova, Orense, y su madre fue Bernarda Poncet.
Realizó estudios en la Universidad de Santiago de Compostela, donde obtuvo la Licenciatura en Farmacia. Se radicó durante unos años en Madrid, y en 1880 regresó a Pontevedra.
Fue dueño del celebradísimo Loro Ravachol.

## Su regreso a Pontevedra
Retornado en 1880 a Pontevedra, instaló su farmacia en la tradicional Plaza de la Peregrina, sobre la calle de la Oliva. Su farmacia no sólo era un dispensario de medicamentos, sino que también se transformó en un brillante foco de actividad social, un punto de convergencia en el cual se reunían en animada tertulia en el banco de piedra exterior numerosas personalidades tanto de la política, como Eugenio Montero Ríos, Pablo Iglesias, Diego Pazos Espés y Práxedes Mateo Sagasta, como del mundo de las artes y de las letras, como Ramón María del Valle Inclán, Emilia Pardo Bazán y Miguel de Unamuno.[cita requerida]
Apasionado galleguista, ferviente admirador de todas las manifestaciones de la cultura que le otorgan individual personalidad a la identidad gallega  pero muy particularmente de la música tradicional, en 1883 propone a un grupo de esos amigos que habitualmente concurren a las informales pero concurridas tertulias en su farmacia conformar lo que resultará el primer coro de Galicia, con voces e instrumentos tradicionales, la gaita, el pandero, cornas, triángulos y panderetas.
Así, integraron el coro conocidos personajes de la vida pontevedresa, como Víctor Said Armesto, Carlos Gastañaduy, Víctor Cervera Mercadillo y Leoncio Feijóo. 
Años más tarde lo integrarían también Enrique Campo Sobrino, Francisco Portela Pérez y Alfonso Rodríguez Castelao.
José Luis Calle narró en un libro la historia de la agrupación coral, la que inclusive llegó a ofrecer sus recitales fuera de Galicia, convirtiéndose en embajadora de la cultura gallega.
Falleció en la ciudad de Pontevedra el 10 de junio de 1935.
En el Museo de Pontevedra se custodian objetos, documentos y fotografías de las tertulias de la botica de Perfecto Feijóo y de este coro pionero nacido en ellas. 